# Das Model
"Das Model" (versão em inglês intitulada "The Model") é uma canção da banda Kraftwerk do álbum Die Mensch-Maschine e lançada como single em 1978. É uma das mais bem conhecidas canções do grupo e possui duas gravações: uma com letra em alemão ("Das Model") e outra com letra em inglês ("The Model").

## Histórico
Não alcançou muito sucesso no seu lançamento original. Porém, em 1981, ao lançar a versão em inglês da canção como lado B do single "Computer Love" no Reino Unido, percebeu-se que este lado B fazia mais sucesso do que o lado A. Então, a EMI britânica decidiu lançar "The Model" como lado A por seu próprio direito, e a canção alcançou o 1º lugar na parada britânica. Seguindo o exemplo britânico, os alemães também lançaram a canção novamente como single, em 1982, e lá ela alcançou o 7º lugar nas tabelas.

## Faixas
7" (Kling Klang 006-45 109) [ALE]
A) Das Model — 3:39
B) Neonlicht — 3:21
12" (Kling Klang 062-45 176 YZ) [ALE]
A1) Das Model — 3:39
A2) Neonlicht — 3:21
B1) Die Roboter — 4:20
B2) Trans Europa Express — 3:56
7" (Capitol 5C 006-85673) [PBX]
A) The Model — 3:39
B) The Man Machine — 5:28
12" (Capitol 8526) [EUA]
A) The Model — 3:39
B) Neon Lights — 9:03
7" e 12" [RUN, IRL, EUR, JAP, AUS, NZL] (1981 e 1982)
A) The Model
B) Computer Love

## Versão de Rammstein
"Das Model" foi regravada pela banda alemã Rammstein como "Das Modell" e lançada como single em 1997. No início da música ouve-se uma frase em francês apresentando a nova coleção de Rammstein. O single ainda inclui uma música inédita, uma versão diferente de "Alter Mann", com participação de Christiane "Bobo" Hebold, e um jogo de computador para Microsoft Windows baseado na música "Asche zu Asche". Este single faz parte do box Original Single Kollektion.

## Faixas
| N.º            | Título                                                          | Duração |  |
| 1.             | "Das Modell"                                                    | 4:45    |  |
| 2.             | "Kokain"                                                        | 3:09    |  |
| 3.             | "Alter Mann" (Special Version)                                  | 4:23    |  |
| 4.             | "Rammstein Computerspiel für Windows 95" (Jogo para Windows 95) |         |  |
| Duração total: | Duração total:                                                  | 12:17   |  |

## Posição nas paradas musicais
| Chart (1978)                                   | Melhor posição |
| ---------------------------------------------- | -------------- |
| Países Baixos (Single Top 100)                 | 43             |
| Estados Unidos (Billboard Hot Dance Club Play) | 39             |

| Parada (1982)                         | Melhor posição |
| ------------------------------------- | -------------- |
| Austrália (Kent Music Report)         | 33             |
| Alemanha (Offizielle Deutsche Charts) | 7              |
| Irlanda (IRMA)                        | 4              |
| Países Baixos (Single Top 100)        | 41             |
| Reino Unido (UK Singles Chart)        | 1              |